# 예산 이성만형제 효제비
예산 이성만형제효제비(禮山 李成萬兄弟孝悌碑)는 대한민국 충청남도 예산군에 있는, 고려 전기의 사람인 이성만·이순 형제의 효행과 형제의 의를 기리기 위해 세운 비이다. 1983년 9월 29일 충청남도의 유형문화재 제102호로 지정되었다.

## 개요
고려 전기의 사람인 이성만·이순 형제의 효행과 형제의 의를 기리기 위해 세운 비이다.
『신증동국여지승람』의 기록에 의하면 형제가 모두 지극한 효성으로 부모를 섬겼다고 한다. 부모가 돌아가신 후에도 형은 아버지 묘를 지키고 동생은 어머니 묘를 3년간 곁에서 지키며 돌보았다. 한가지 음식이 생겨도 형제 중 한사람이 없으면 먹지 않았으며, 아침은 형집에서 저녁은 아우집에서 아침과 저녁을 같이 들었다. 조선시대의 조정은 이 사실을 표창하여 비를 세우도록 하였다.
비는 길쭉한 비몸 위로 머릿돌을 얹은 모습이며, 밑에 있는 받침돌은 후대에 와서 만든 것이다. 비몸에는 왕이 그 뜻을 기려 정문(旌門:충신 ·효자 ·열녀 등을 표창하기 위해 그 집 문앞에 세우던 붉은 문 -)을 세우도록 하였다는 것과 자자손손에게 모범이 되도록 명하였다는 내용이 기록되어 있다. 머릿돌은 마치 비몸 위에 모자를 씌운 것 같은 모습으로, 꼭대기에 크고 둥근 머리장식을 얹었다.
원래 조선 연산군 3년(1497)에 건립되어 가방교 옆에 자리하고 있었으나 예당저수지 수몰로 인해 현재의 자리로 옮긴 것이다.

## 같이 보기
- 예당저수지

## 참고 자료
- 예산이성만형제효제비 - 국가유산청 국가유산포털